# Mandal (gemeente)
Mandal was een gemeente in de Noorse provincie Vest-Agder. Per 1 januari 2020 fuseerde Mandal met Marnardal en Lindesnes tot een nieuwe gemeente die koos voor de naam Lindesnes. De nieuwe gemeente ligt in de (nieuwe) provincie Agder.
Mandal was de meest zuidelijk gelegen gemeente van het land. De gemeente telde 15.600 inwoners in januari 2017. Per 1 januari 2020 fuseert Mandal met Marnardal en Lindesnes. De nieuwe gemeente gaat Lindesnes heten.

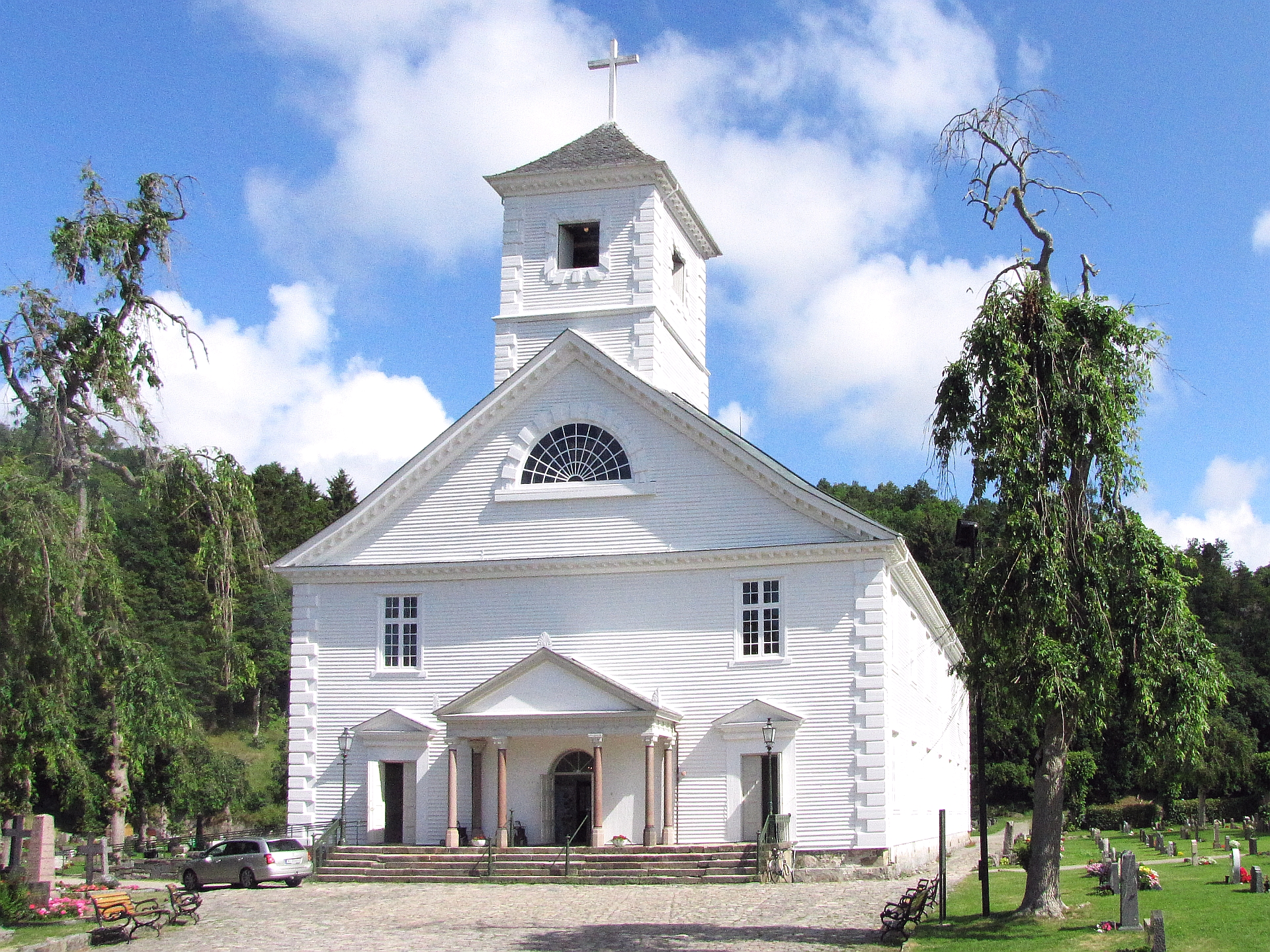
De kerk van Mandal uit het Jaar 1821 met 1800 zitplaatsen

## Geschiedenis
Mandal ontstond omstreeks 1500 als overlaadstation voor hout, dat vooral naar Nederland werd uitgevoerd. In 1810 vond een grote stadsbrand plaats, waarna een aantal gebouwen inclusief de kerk in empirestijl werden herbouwd. In 1862 werd een paraffinefabriek opgericht, die gebruik maakte van een in Schotland ontwikkeld procedé. In 1872 sloot deze fabriek vanwege de buitenlandse concurrentie. De betrekkingen met Schotland bleven bestaan doordat invloedrijke families naar Schotland emigreerden. De zandige kust, waar van afslag sprake was, werd beschermd door de aanplant van uit Schotland afkomstige dennen (1905-1935).
De gemeente Mandal omvatte oorspronkelijk alleen de stad Mandal. In 1964 werden de gemeenten Holum en Halse og Harkmark bij Mandal gevoegd.

## Bezienswaardigheden
- De evangelisch-lutherse kerk van Mandal (Mandal kirke) is het grootste houten kerkgebouw van Noorwegen. Dit gebouw, in empirestijl, werd in 1821 gebouwd en verving een 15e-eeuwse stenen kerk.
- Het stadsgezicht met witte houten huizen.
- Het stadsmuseum Andorsengården in houten gebouwen (1801-1805). In dit museum vindt men werken van Noorse kunstschilders.
- Panorama Uranienborg met paviljoen en uitzicht over de stad.
- Een runensteen, ontdekt in 2012.
- Tregde, zuidelijkste plaats van Noorwegen

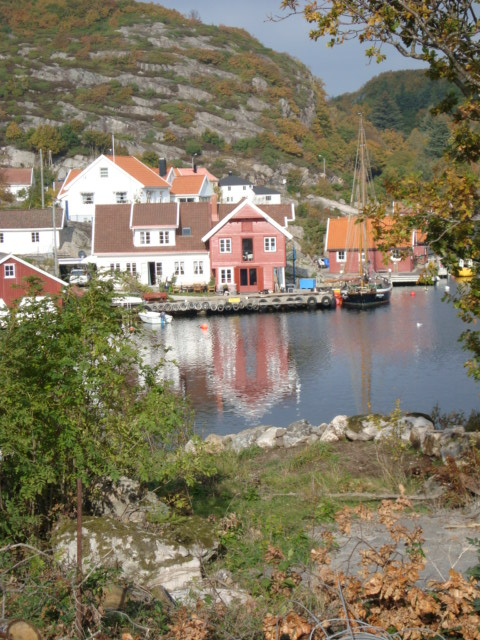
Panorama
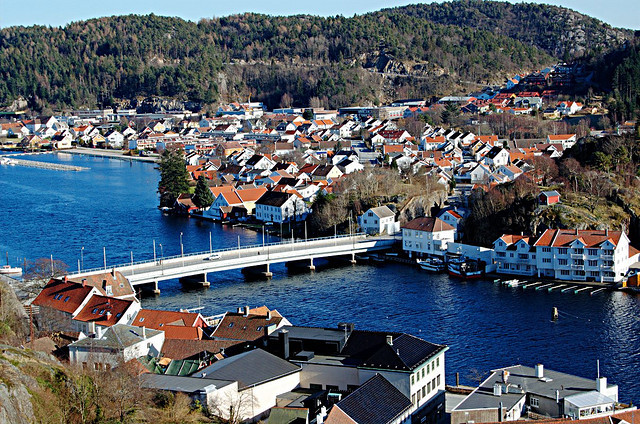
Panorama vanaf Uranienborg
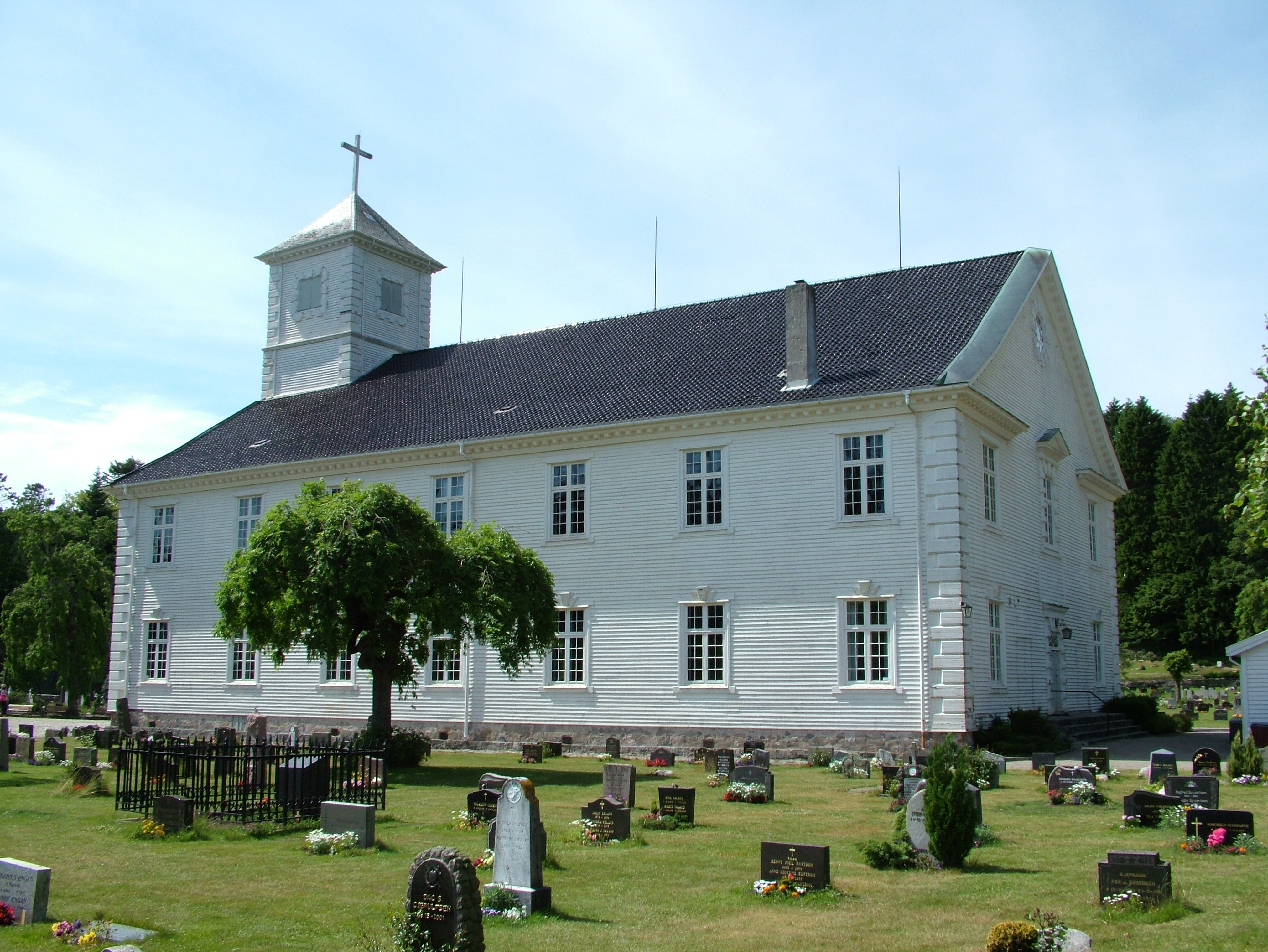
Kerk van Mandal
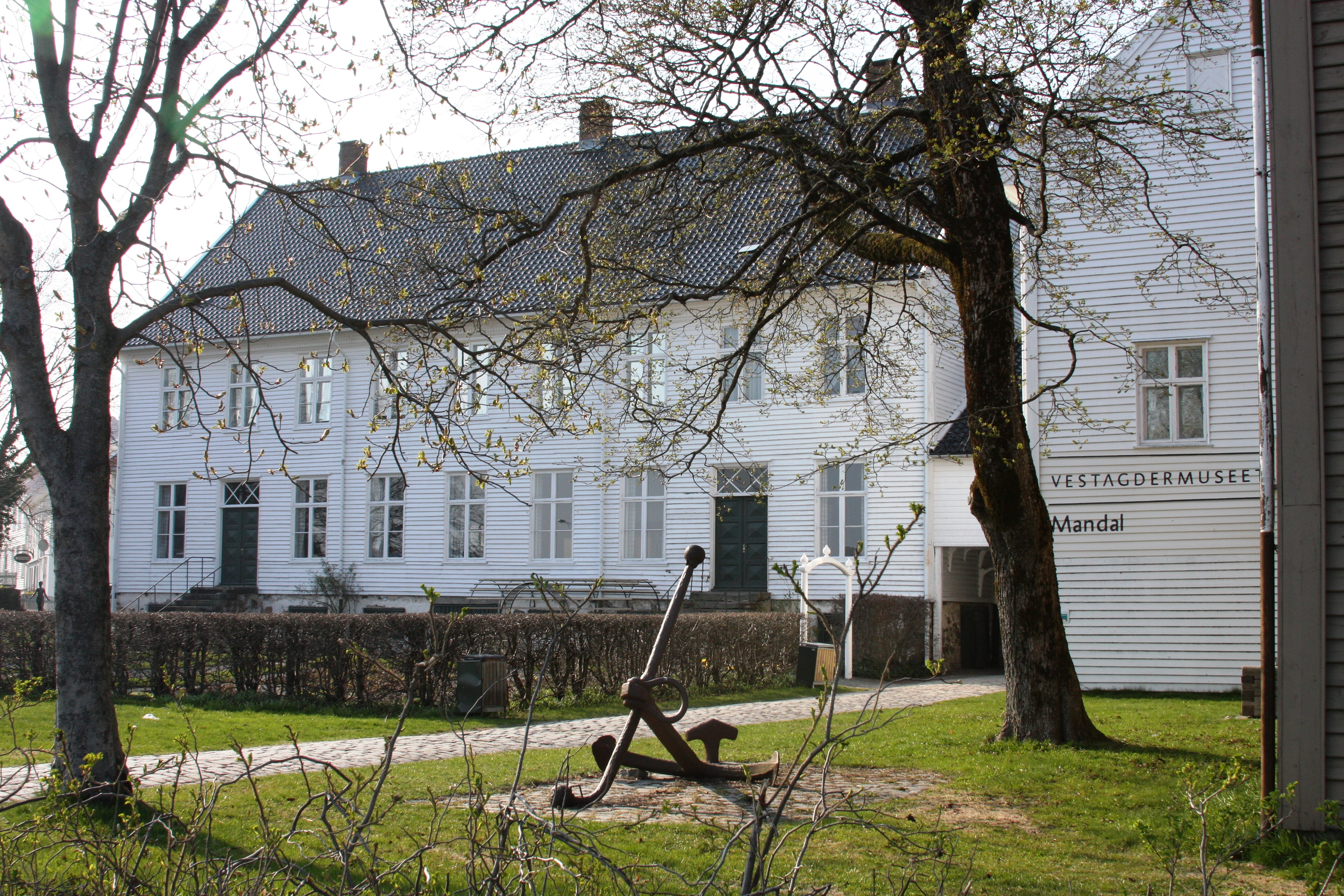
Andorsengården
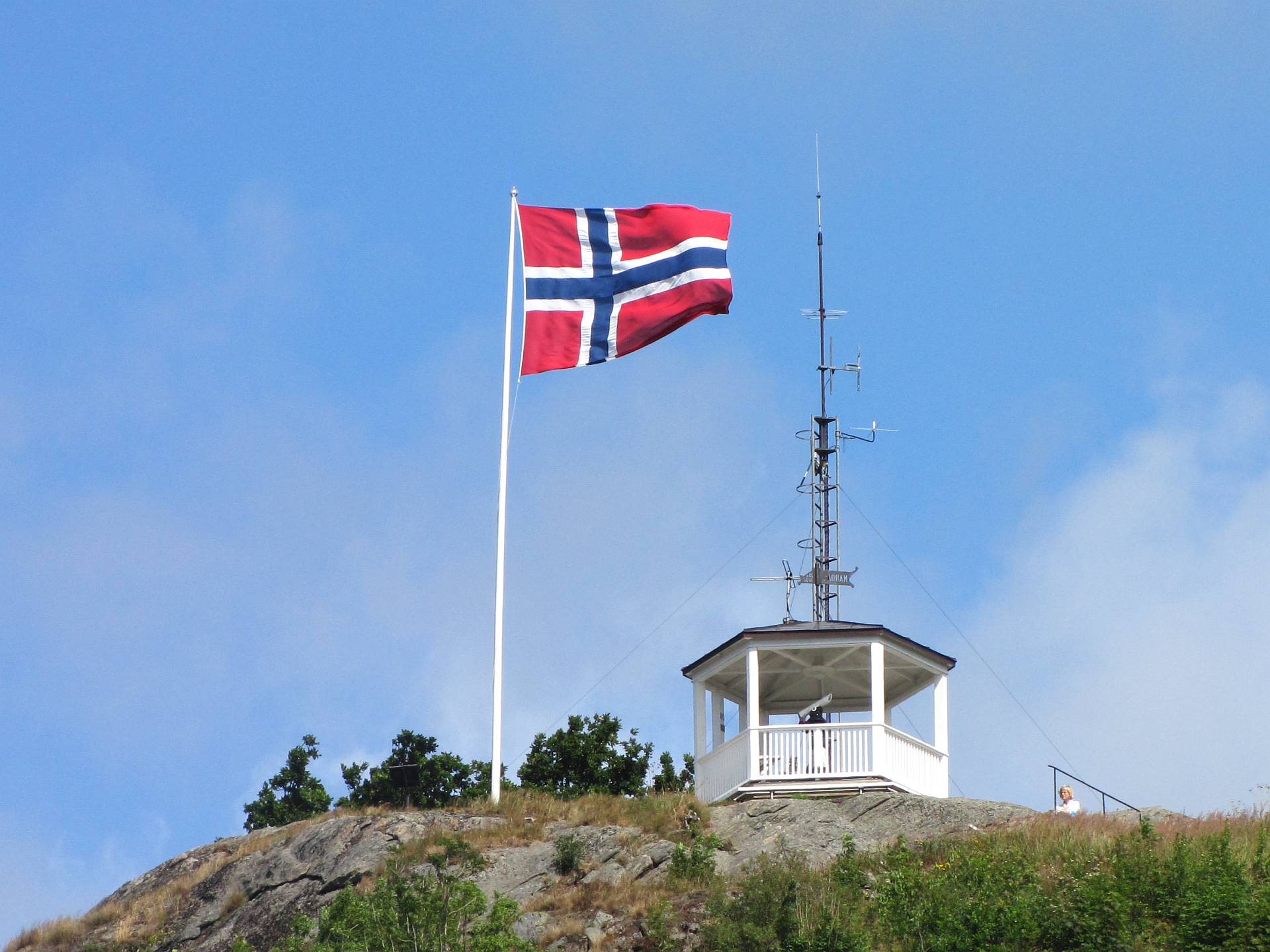
View paviljoen Uranienborg Torjusheia, 62 m boven zeeniveau
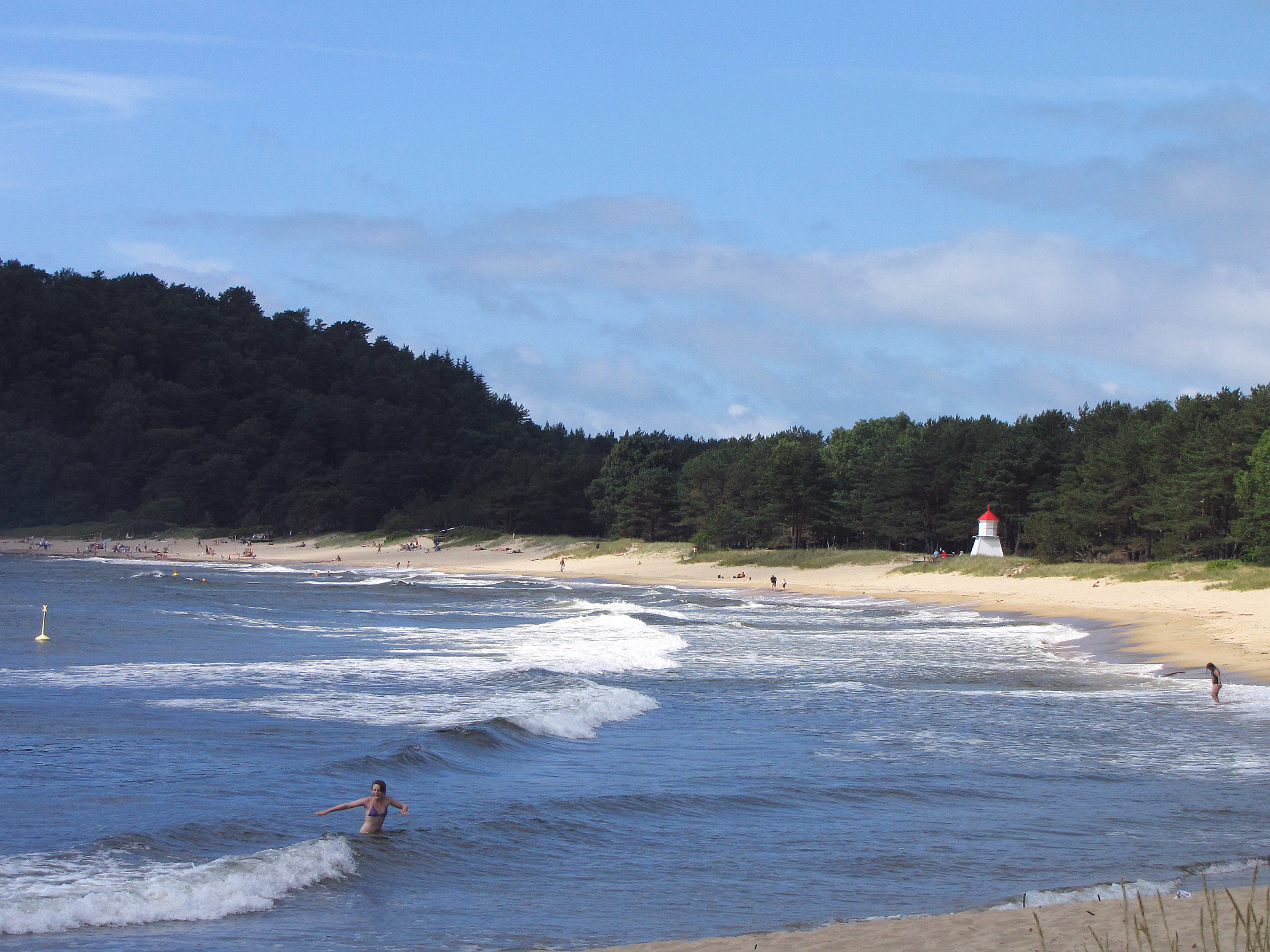
Mandal strand ten westen van de stad

.

## Plaatsen in de gemeente
- Krossen
- Mandal (plaats)

## Geboren
- Kjell Askildsen (1929-2021), schrijver

Åseral · Audnedal · Farsund · Flekkefjord · Hægebostad · Kristiansand · Kvinesdal · Lindesnes · Lyngdal · Mandal · Marnardal · Sirdal · Søgne · Songdalen · Vennesla

Gemeenten in de provincie bij de opheffing op 1 januari 2020